# Salatiel Coelho
Salatiel Coelho nasceu em 17 de dezembro de 1931 em Esperança, Paraíba, Brasil. Ele é conhecido por seu trabalho em Uma Verdadeira História de Amor (1971), Nino, o Italianinho (1969) e Simplesmente Maria (1970).
Desde a primeira trilha sonora, lançada em 1965, até hoje foram mais de 750 álbuns no Brasil, incluindo sucessos nacionais e internacionais. Na mesma década, Salatiel lançou o disco “Salatiel Coelho apresenta Temas de Novelas”, com músicas das novelas “O Sorrido de Helena”, “Tereza”, “O Direito de Nascer”, “O Cara Suja”, “Se Mar Contasse”, “Quando o Amor é Mais Forte” e “Alma Cigana”

## Biografia
Nascido em 1931, Salatiel tem sua infância e sua adolescência em esperança na Paraíba.Quando aos seus 16 anos, ele começa a trabalhar numa rádio em Bodocongó, em um bairro de Campina Grande.Salatiel leva um tiro na mão que era endereçado a um politico,mas se recupera.
Com sonho de ser loucutor,Salatiel recebe a oportunidade quando conhece Assis Chateaubriand,mais conhecido como Chatô,que perde sua identidade na região de Campina Grande e assim Salatiel ganha a notificação de anunciar pela rádio.Ao final do trabalho,Salatiel se encontra com Assis e pede um emprego no Rio de Janeiro na rádio tupi e recebe a resposta de que Assis queria trabalhar com ele.
Chegando no Rio de Janeiro,Salatiel perde a esperança devido ao seu sotaque extremamente aguçado,pórem acaba se destacando em outro setor: A sonoplastia.
Salatiel se destaca também internacionalmente,ganhando o Roquete Pinto.
Nos anos 50, Salatiel se muda para poços de calda após se apaixonar por uma datilógrafa que trabalhava na radio tupi e vive lá até os dia de hoje.